# Pseudobracca imitatrix
Pseudobracca imitatrix är en fjärilsart som beskrevs av W. Warren 1895. Pseudobracca imitatrix ingår i släktet Pseudobracca och familjen mätare. Inga underarter finns listade i Catalogue of Life.